# Myndus sparagma
Myndus sparagma är en insektsart som beskrevs av Kramer 1979. Myndus sparagma ingår i släktet Myndus och familjen kilstritar. Inga underarter finns listade i Catalogue of Life.